# Ha Seok-Ju
Ha Seok-Ju, född 20 februari 1968 i Hamyang i Sydkorea, är en sydkoreansk före detta fotbollsspelare.